# Maria dels Àngels Vayreda i Trullol
Maria dels Àngels Vayreda i Trullol (Lladó, 18 de juliol de 1910 - Figueres, 25 de maig de 1977) fou una poetessa i novel·lista catalana. Apart de la novel·la i la poesia, també va escriure novel·les breus, narrativa breu, guions de cinema i obres de teatre. La seva novel·la més coneguda és Encara no sé com sóc (1970). A l'exili a Mèxic va escriure guions per pel·lícules mexicanes, i va col·laborar en revistes a l'exili amb poesia, narrativa i articles en català, però també va escriure novel·letes. De tornada a Catalunya va continuar escrivint. Va guanyar diversos premis per la seva poesia, dramatúrgia i prosa.

## Família
Filla de Joaquim Vayreda i Olivas i Josepa Trullol i Pons. El seu avi patern va ser el botànic Estanislau Vayreda i Vila, i l'avi matern, Sebastià Trullol, poeta vinculat a la Renaixença. Va ser la tercera d'onze germans. Casada amb Joan Xirau i Palau, va tenir dues filles: Maria i Adela. Germana de l'escriptora Montserrat Vayreda. Emparentada amb dues nissagues il·lustres, ja que tant la branca dels Vayreda com la dels Trullol han donat al país grans figures de la pintura, de la literatura i de la ciència, nasqué al petit poble altempordanès de Lladó («El primer poble de la Garrotxa, per bé que situat de cara a l'Empordà», deia, però, sempre ella), i, seguint la tradició familiar, estudià a Barcelona tot començant ben aviat la seva carrera literària.

## Biografia

### Joventut
Maria Àngels Vayreda i Trullol va néixer a Lladó (Alt Empordà). A la llar dels Vayreda-Trullol, les arts i les lletres ocupaven, per tradició familiar, un lloc destacat. La mare li transmeté el gust per la música i la poesia; el pare li va llegar l'atracció per la naturalesa més propera: el bosc, la muntanya, els camps. Maria Àngels mostrà inclinació per la literatura i des ben jove començà a escriure poesia. Acabats el primers estudis, completà la seva formació a Barcelona, en el col·legi de religioses Filipenses.
Es va casar l'any 1931 amb Joan Xirau i Palau, farmacèutic i professor figuerenc. Va tenir dues filles, Maria i Adela. Amb la Guerra Civil, va haver de passar la frontera durant la retirada i emprendre el camí de l'exili cap a França. En esclatar la Segona Guerra Mundial, el marit aconseguí embarcar cap a Mèxic. Maria Àngels retornà a Catalunya, a la casa pairal, amb les seves filles a peu per la muntanya. Poc després, va ser detinguda i empresonada a Girona. L'any 1941 va poder emprendre el viatge en vaixell, amb les dues filles, per retrobar-se a Mèxic amb Joan Xirau, que havia aconseguit exercir com a professor en una universitat del país.

### Exili
A Mèxic, M. Àngels Vayreda publicà poemes i contes en català a La Nostra Revista, dirigida per Avel·lí Artís i hi va escriure bona part de la seva obra literària. Publicà en castellà, sota el pseudònim de M. A. Vayre, la novel·la Plenitud de amor (1945). Va col·laborar també, com a guionista, en les pel·lícules mexicanes Charro a la fuerza (1947) del director mexicà Miguel Morayta i El portero (1949), aquesta amb l'actor Mario Moreno, Cantinflas. En aquell país es va gestar el poema El testament d'Amèlia - en tretze cants i un epíleg, basat en la cançó popular del mateix nom-, que es publicà l'any 1964.
A Mèxic es forjà també la seva novel·la més coneguda, Encara no sé com sóc -publicada el 1970, amb pròleg de Carles Fages de Climent. En aquesta obra, que reflecteix la seva experiència vital, també ressona la veu de tota una generació d'homes i dones marcats per un doble sofriment: la guerra i l'exili. La novel·la guanyà el premi Fastenrath l'any 1971.

### Retorn
El 1951 retornà de l'exili mexicà amb el seu marit i les seves filles per establir-se definitivament a Figueres. Davant les dificultats per publicar en català en la postguerra, decidí presentar les seves obres als Jocs Florals de Perpinyà. De l'Acadèmia rossellonesa La Ginesta d'Or rebé diversos guardons literaris, coronats pel títol de Mestre en Gai Saber l'any 1966.
L'any 1961 va morir la seva filla Adela en plena joventut. L'alegria i el vitalisme que caracteritzaven l'escriptora s'anà diluint en una immensa tristesa. El seu llibre de poemes La boira als ulls, prologat per Marià Manent i publicat pòstumament, reflecteix aquell sentiment. També es publicà pòstumament el recull de proses poètiques La meva masia (1978) i seva novel·la Els defraudats (1980).
Va publicar articles i poemes esparsos a Vida parroquial, als Annals de l'Institut d'Estudis Empordanesos, i a la Revista de Girona. Deixà obra inèdita entre la qual destaca el poema «Iris i l'amor» i la peça teatral Entre boires.
M. Àngels Vayreda va morir a Figueres el 25 de maig de 1977, en plena activitat com a escriptora. La seva obra traspua la seva vida, el seu país i el seu paisatge, que va interpretar i descriure amb mestria.

## Obres

### Narrativa
- Encara no sé com sóc (1970, novel·la)
- Els defraudats (1980, novel·la pòstuma)

### Teatre
- Entre boires

### Obra poètica publicada
- El testament d'Amélia, poema en tretze cants i un epíleg (1964)
- La boira als ulls (1977, recull de poesia)
- La meva masia (1978, prosa poètica pòstuma)
- etc.